# Hermandad de la Estrella (Jaén)

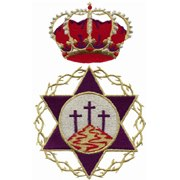

La Hermandad Dominica y Cofradía de Nazarenos de Nuestro Padre Jesús de la Piedad, en su Sagrada Presentación al Pueblo, María Santísima de la Estrella, Nuestra Señora del Rosario y Santo Domingo de Guzmán es una cofradía con sede canónica en la parroquia de la Merced de la ciudad de Jaén (España). Realiza su salida procesional durante la Semana Santa jiennense, en la tarde del Domingo de Ramos.

## Historia
Los estatutos de esta cofradía fueron aprobados por el obispo de Jaén, Félix Romero Mengíbar, en el año 1955, estableciéndose en la iglesia de Cristo Rey, donde se celebró su primera fiesta de estatutos, en la que se bendijo el guion de la Hermandad. En aquellos años, al carecer de imágenes titulares, se vinculó a la Cofradía de la Vera-Cruz, como figura en el escudo de la entidad, que le facilitó la imagen de un Cristo que fue restaurado por el escultor Unguetti. La imagen de la Virgen se encargó al escultor Domingo Sánchez Mesa en Granada, pero cuando esta llegó a la ciudad la cofradía estaba pasando por malos momentos que casi terminan en su disolución, por lo que se mantuvo en un domicilio particular. En 1982, la Hermandad fue reconstituida e incorporó la actual imagen anónima de Cristo que le ofrecieron las Reverendas Madres Dominicas y que procedía de un antiguo convento que la comunidad tenía en Córdoba.
En 1986, realizó su primera salida desde la iglesia de la Purísima Concepción, situada en la plaza del mismo nombre, en el barrio de la Alcantarilla, al que la cofradía está muy unida y cuyos vecinos viven intensamente la procesión. En 1991, realiza su salida procesional desde su nueva casa hermandad, que se construyó en unos terrenos del convento de las Reverendas Madres Dominicas cedidos por la comunidad.
El 31 de mayo de 1989 la Reina Doña Sofía de Grecia aceptó el nombramiento de camarera de honor de la Hermandad.
En 1996, siendo hermano mayor Manuel Montoro Ballesteros, se creó, en el seno de la Hermandad, la Agrupación Musical Ntro. Padre Jesús de la Piedad en su Presentación al Pueblo, que acompaña desde entonces, en su estación de penitencia, a Ntro. Padre Jesús de la Piedad. Se realizó la secretaría y sala de Juntas en la casa de hermandad, se construyó la capilla para nuestros titulares en la iglesia de la Purísima Concepción y se inició la remodelación de los pasos.
En 2004, siendo hermano mayor, Juan Francisco Ramírez Molina, salió por primera vez el grupo escultórico del paso de misterio, en el que se representa la presentación al pueblo, de Ntro. Padre Jesús de la Piedad, terminando la remodelación del paso, y se bordaron las bambalinas traseras y delanteras del paso de María Stma. de la Estrella. Se acomeió la reforma y mantenimiento de la casa de hermandad.

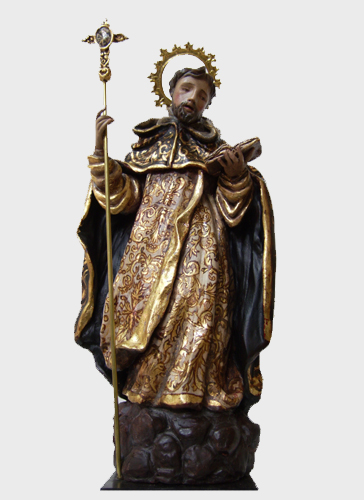
Imagen de Santo Domingo de Guzmán Jaén

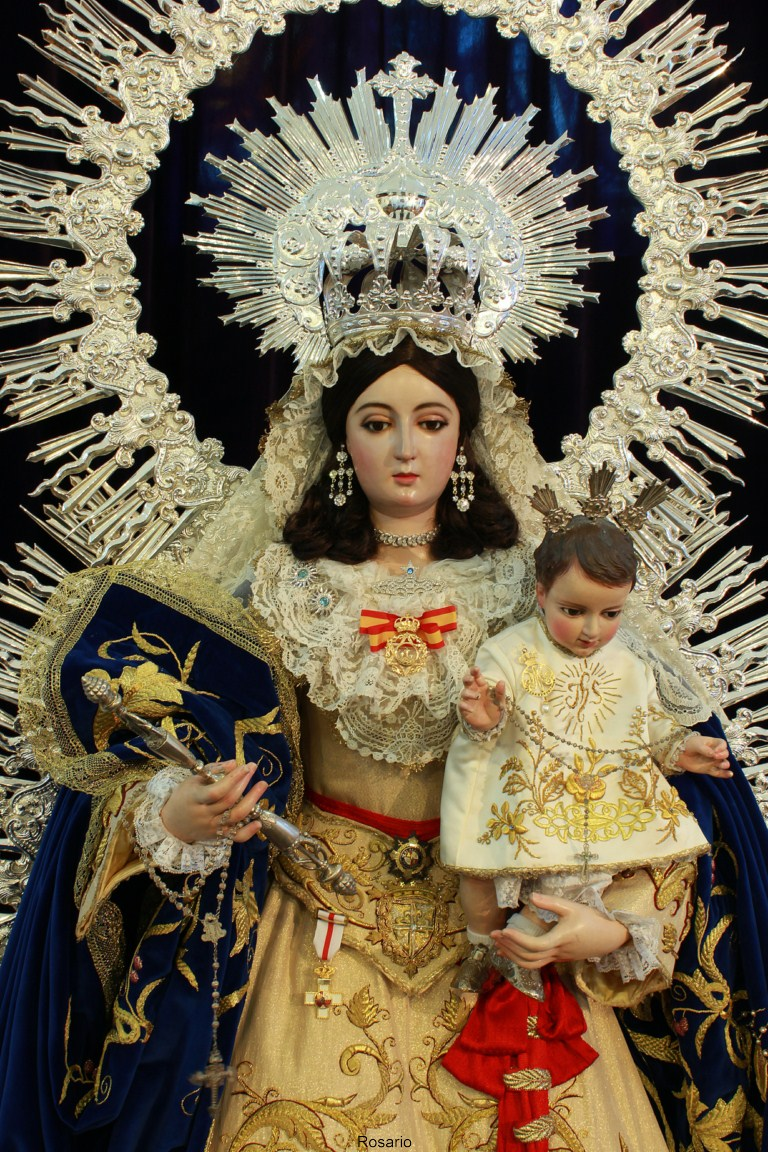
Imagen de Ntra. Señora del Rosario Jaén

En 2005, con motivo del 50 aniversario de la fundación de la cofradía y de la realización de la imagen de María Santísima de la Estrella, se celebró, entre otros muchos actos, la coronación piadosa de María Santísima de la Estrella como madre de la iglesia el 19 de noviembre por el vicario general de la diócesis de Jaén Manuel Bueno Ortega, con una corona de plata y oro costeada por los vecinos del barrio de la Alcantarilla y devotos en general. Con motivo de la coronación, María Stma. de la Estrella sale en procesión extraordinaria.
En 2007, siendo hermano mayor Antonio Solomando Armenteros, se creó el grupo joven en el seno de la hermandad, y en enero de 2008 se celebró el II Encuentro Nacional de Hermandades de la Estrella, como culmen de los actos y cultos celebrados con motivo del XXV aniversario de la reorganización de la hermandad. Por primera vez, Ntra. Sra. de la Estrella, una vez acabado su Rosario de la Aurora, permanece en la capilla de los Colegios de S. Pedro Poveda y Divino Maestro de Jaén, durante varios días de mayo, para veneración de los colectivos escolares. Fue traslada posteriormente a su Iglesia por los alumnos.
La asamblea extraordinaria celebrada en mayo de 2008 aprobó la modificación del título de la hHermandad, pasando a denominarse Hermandad Dominica y Cofradía de Nazarenos de Nuestro Padre Jesús de la Piedad, en su Sagrada Presentación al Pueblo, María Santísima de la Estrella, Nuestra Señora del Rosario y Santo Domingo de Guzmán. Una nomenclatura que pone de manifiesto el verdadero vínculo que une a la cofradía con la comunidad dominica del convento de la Purísima Concepción.
El 15 de junio de 2013, Año de la Fe, la cofradía participó en la Fides Sancti Regni con el misterio de Ntro. Padre Jesús de la Piedad.

## Iconografía

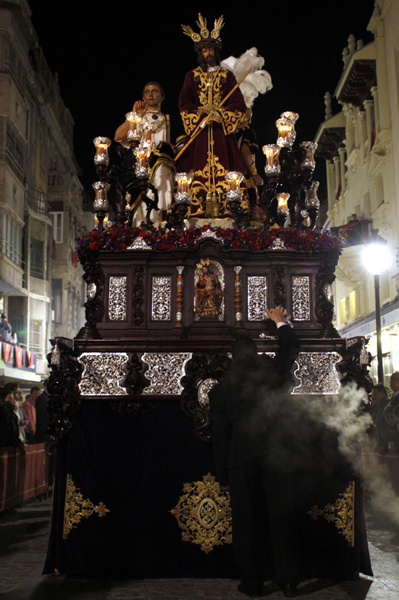
Misterio de la Presentación al Pueblo de Jaén

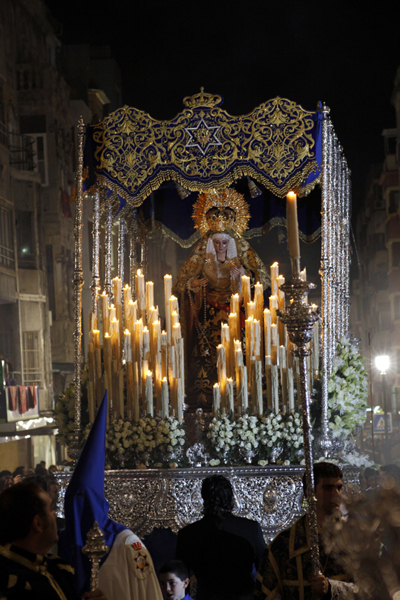
Palio de María Stma de la Estrella Jaén

- Ntro. Padre Jesús de la Piedad en su Sagrada Presentación al Pueblo es obra anónima del siglo XVII, en pino y cedro, procedente del convento dominico de Santa María de Gracia de Córdoba. Fue restaurado y reformado en 1986 por Miguel A. Pérez Fernández.

- María Santísima de la Estrella es obra del granadino Domingo Sánchez Mesa, realizada en 1956. Fue restaurada por José López Arjona en 1983 y Miguel Á. Pérez Fernández en 1988.

## Pasos
Paso de misterio
El paso de misterio de la presentación al pueblo se complementa con las figuras de Poncio Pilatos, su esposa Claudia Prócula, un sayón y un centurión, agrupados ante el sitial del pretorio. Son obras del imaginero sevillano Navarro Arteaga realizadas en 2004.
Paso de palio
María Santísima de la Estrella procesiona en paso de alpaca plateada obra de Ramón León (Respiraderos, peana y violeteras) Hijos de Juan Fernández (candelería y jarras) y Antonio Santos (candelabros de cola). El palio lleva bordados en oro de ley de Antonio de Padua Villar Moreno. Ciñe una corona de oro, plata y pedrería obra de Ramón León Peñuelas del año 2005, costeada por los vecinos del barrio de la Alcantarilla y devotos en general con la que fue coronada como Madre de la Iglesia el 20 de noviembre de 2005 por el obispo de Jaén Ramón del Hoyo López. 

## Sede

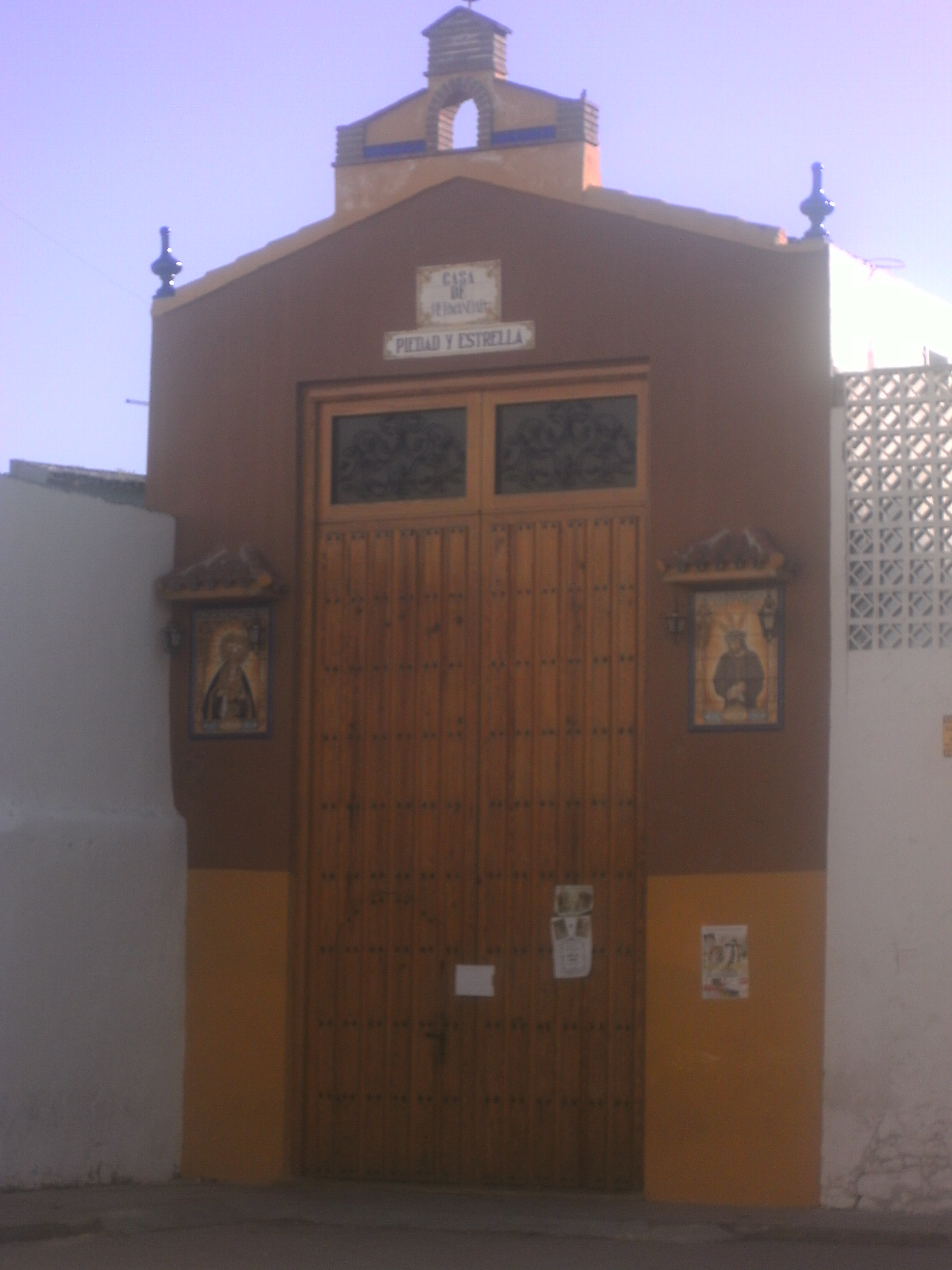
Puerta de la casa de hermandad de la cofradía de Ntra. Señora de la Estrella en el barrio de la Alcantarilla.

La Hermandad ha tenido varias sedes, la primera fue la iglesia de Cristo Rey. Cuando se constituye por segunda vez, la hermandad tiene sede en la parroquia de San Pedro Pascual, siendo su primer director espiritual, Ignacio Escanciano Fernández, quien fue posteriormente trasladado a Oviedo, lo que conllevó el traslado de sede a la parroquia de San Eufrasio, donde permaneció cuatro años. Debido al pequeño tamaño de la puerta del templo, la salida procesional se realizó provisionalmente desde unas cocheras próximas a la plaza de San Félix. En 1986 se trasladó definitivamente al convento de las Dominicas, situado en el mismo barrio.

## Agrupación musical
Cuenta además con una magnífica banda, denominada Agrupación Musical Nuestro Padre Jesús de la Piedad en la Presentación al Pueblo, conocida popularmente como "La Estrella" de Jaén, que fue creada en mayo de 1996 en el seno de la hermandad a iniciativa de un grupo de jóvenes cofrades. 
La formación musical ha realizado numerosas actuaciones, entre las que cabe destacar:
1996: Procesión extraordinaria, 50 Aniversario de la Cofradía de Los Estudiantes (Jaén).
1996: Bendición de la imagen de San Juan de la Hermandad de los Dolores, Villargordo (Jaén).
1997: Procesión extraordinaria, 50 Aniversario de la Cofradía de La Borriquilla (Jaén).
1998: 300 Aniversario de la Hermandad de Ntro. Padre Jesús de la Caída, Baeza (Jaén).
1998: Bendición de la imagen de San Juan Evangelista de la Hermandad de la Soledad (Almería).
1998: Procesión de Ntra. Sra. de la Capilla, patrona de la ciudad de Jaén.
1998: Apadrinamiento de la Tertulia Cofrade “El Madero” (Córdoba).
2000: Certamen en el Auditórium Maestro Manuel Padilla (Almería).
2000 y 2003: Certamen en el Gran Teatro Manuel de Falla (Cádiz).
2000 y 2007: Certamen en el Teatro Miguel de Cervantes (Málaga).
2003: Apadrinamiento de la Agrupación Musical Nuestra Señora de las Angustias, Cabra (Córdoba).
2005: V Encuentro de Hermandades Pastoras (Jaén).
2005: Procesión extraordinaria, 50 Aniversario de la Cofradía de La Estrella (Jaén).
2008: II Encuentro Nacional de Hermandades con advocación María Stma. de la Estrella (Jaén).
2009: Apadrinamiento de la Agrupación Musical Ntro. Padre Jesús Redentor, Moral de Calatrava (Ciudad Real).
2010: IV Feria Cofrade, Palacio de Congresos Costa del Sol, Torremolinos (Málaga).
2010 y 2011: Muestra de Arte Cofrade Andaluz (Jaén).
En 1998 fueron la primera Agrupación Musical de la provincia de Jaén que actuó en Sevilla, participando en la II Muestra de Artesanía Cofrade (MUNARCO) celebrada en el Palacio de Exposiciones y Congresos de la capital andaluza. Además volverían en los años:
2000: II Certamen homenaje a Santa Cecilia, celebrado en la Torre del Oro (organizado por la Asociación Cultural de Las Cigarreras).
2006: X Muestra de Artesanía Cofrade (concierto en la Plaza del Triunfo).
Poseen dos premios Ondas de la Música, concedidos por la emisora de radio Onda Cero de Almería, al ser galardonados como la mejor formación musical que desfiló por la Semana Santa almeriense los años 1999 y 2003, algo de lo que los músicos de esta Agrupación Musical se sienten muy orgullosos. Además en 2012 recibieron el I Galardón a una Vida Cofrade otorgado por Diario Jaén a la mejor banda que desfilara ese año por las calles de Jaén.
En 2011, ofrecen un concierto a las puertas de la Basílica del Santuario de la Virgen de la Cabeza de Andújar, convirtiéndose de este modo en la primera formación musical que eleva sus sones en el Cerro del Cabezo.
A finales del mes de diciembre del año 2000 se desplazaron a los estudios de Alta Frecuencia de Sevilla, y bajo la firma Pasarela pudieron reproducir lo que en la actualidad se conoce como “Hacia Ti, Estrella”, primer trabajo discográfico de esta Agrupación Musical, el cual fue presentado en febrero del año 2001 en el Aula Magna de la Universidad de Jaén. En él se incluyen marchas como Caridad en tu Santa Cena, Duelo en tu Soledad, Madrugá Nazarena o la que le da título al disco entre otras, siendo los autores de las mismas Emilio Muñoz Serna, Pedro Pacheco, Francisco Javier González Ríos, José Manuel Mena Hervás, Juan Luis López Hernández, Juan Luis del Valle, Joaquín Gómez y Esteban Torres. 
En octubre de 2012, de la mano de la casa discográfica 6producciones, graban su segundo trabajo discográfico en la localidad sevillana de Morón de la Frontera, más concretamente en los estudios Domi. Este trabajo, lleva por título “Jesús, Ten Piedad” y su grabación fue dirigida por Juan Luis del Valle. Se presentó en el Teatro Municipal Darymelia de Jaén el 16 de febrero de 2012 y recoge marchas como …Y el Hijo de Dios, Bajo tu Manto… Estrella, Ruega por Nosotros… Padre, o El Caminar de Una Estrella. Algunos de los compositores que pusieron su música en este trabajo fueron José Manuel Mena, José María Sánchez, Miguel Ángel Font, Christian Palomino y Daniel Torres, entre otros. El compacto incluye también algunas locuciones en las que colaboran Enrique Casellas a la voz y El Domi de Morón a la guitarra además de una versión de Te amo (Luis Alfredo) cantada por Frank Bravo. 
En 2012 esta agrupación grabó su segundo trabajo discográfico, que fue presentado en 2013.
En el año 2000 y 2007 organizado por Canal Sur, realizan dos colaboraciones discográficas en el programa cofrade radiofónico “Bajo Palio”, incluyendo marchas como Por Nuestro Dolor Caíste, Pregonero o Sangre en Tus Clavos entre otras. 
En el año 2002 hicieron otra grabación, en esta ocasión fue una colaboración para la Cadena COPE de Jaén bajo el título “Paso a Paso”, en el que se incluyó un directo en procesión de la marcha Aurora de Resurrección de los autores sevillanos Juan Luis del Valle y F. José Carrasco. 
En el año 2005, y de nuevo para la Cadena COPE, realizaron otra colaboración discográfica con el título “Pentagrama de Pasión”, en las que podemos escuchar Pasión del autor jienense Juan Luis López Hernández, Alma de Dios de Manuel Rodríguez Ruiz, Entrada en Jerusalén de José
Manuel Mena Hervás y A los pies de Sor Ángela de Francisco David Álvarez Barroso. 
En el año 2006 se hizo otra colaboración discográfica, esta vez organizada por la Agrupación de Cofradías de Jaén, en el que se incluyeron las marchas Caridad del Guadalquivir, Sagrada Presentación, Beso y Traición y el Himno de Andalucía. 
En Antequera (Málaga), y bajo el título "Sentimiento Cofrade 2007", grabaron otra reproducción musical. En esta ocasión las marchas escogidas por la banda fueron entre otras Nazareno y Gitano, Reo de Muerte y La Clámide Púrpura. 
Su última colaboración discográfica la podemos escuchar en la edición de 2009 que hizo la Cadena Cope de Jaén bajo el título “Paso a Paso”, donde incluyen la conocida marcha de los hermanos Sánchez Berenguer, Costalero; y Sacramental, todo un Himno para la Hermandad de la Buena Muerte de Jaén, interpretada el Miércoles Santo del año 2008 dentro la S.I. Catedral de Jaén. 
En el año 2014, se desplazan hasta Sevilla para hermanarse con la Agrupación Musical Ntro. Padre Jesús de la Salud, conocida popularmente como "Los Gitanos", ofreciendo en su templo y bajo la atenta mirada de sus titulares, un concierto de hermanamiento en el que dejaron un buen sabor de boca.
En el año 2015, realizan en el Teatro Infanta Leonor de Jaén, un certamen para conmemorar el I aniversario de Hermanamiento con la Agrupación Musical de "Los Gitanos", (y con la participación también de sus padrinos, la Agrupación Musical Ntro. Padre Jesús de la Pasión, de la vecina localidad de Linares), que resulta ser un verdadero éxito porque logran colgar el cartel de no hay billetes.
También en el año 2015, la banda colabora y participa de forma activa en el espectáculo de Cantores de Híspalis, "La Pasión según Andalucía" que se ofrece en nuestra ciudad de Jaén.

## Patrimonio musical
- Jesús, ten piedad (José Manuel Mena, 1998)
- Sagrada Presentación (José Manuel Mena, 1999)
- Hacia ti, Estrella (Joaquín Gómez y Esteban torres, 2001)
- ...Y el Hijo de Dios (José María Sánchez Martín, 2002)
- Lamento Gitano  (José María Sánchez Martín, 2002)
- Bajo tu manto... Estrella (Christian Palomino Olías, 2010)

## Grupo Joven

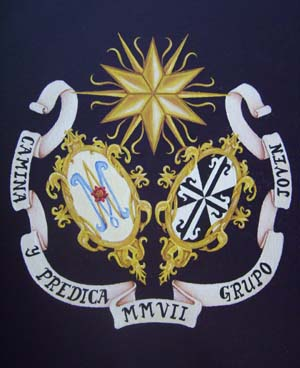
Escudo Grupo Joven Piedad y Estrella

El Grupo Joven e Infantil ‘Piedad y Estrella’ nace en el seno de la Hermandad el 15 de diciembre de 2007 con la intención de unir a los pequeños y adolescentes cofrades que se inician en el camino del vivir y sentir de una cofradía. Surge como una cantera de cristianos católicos que aman a Cristo y María tal y como sus padres les han enseñado, y aportan una dosis de juventud, de inocencia y de savia nueva muy necesaria en todas y cada una de las asociaciones de la Iglesia que pretenden hacer de nuestra sociedad y nuestro entorno un lugar más humano y solidario, tal y como nos enseñó el Padre.

## Hermanos más representativos
Entre sus cofrades destacan el rejoneador Álvaro Montes, costalero de la Virgen, o el laureado ciclista Manuel Beltrán Martínez (Triki Beltrán).

## Paso por la carrera oficial
| Predecesor: Hermandad de la Santa Cena | Orden de entrada en la carrera oficial (Domingo de Ramos) 3er lugar | Sucesor: Cofradía de la Oración en el Huerto de la Congregación de la Vera-Cruz |